# 石桥铺街道
石桥铺街道，是中华人民共和国重庆市九龙坡区下辖的一个乡镇级行政单位。

## 行政区划
石桥铺街道下辖以下地区：
柏林社区、石小路社区、石新路社区、石杨路第一社区、兰花社区、高庙社区、白鹤社区、渝州新城社区、朝阳路社区、老顶坡社区、紫薇社区和张坪社区。